# Майк Моффат
Майк Моффат (англ. Mike Moffat; 27 липня 1982, м. Калгарі, Канада) — канадський саночник, який виступає в санному спорті, здебільшого в парному розряді, на професіональному рівні з 2001 року. Дебютував в національній команді, як учасник зимових Олімпійських ігор в 2002 році (5 місце), в 2006 році (9 місце), а в 2010 в Ванкувері посів 7 місце в парному розряді. Балансує в десятці найкращих саночників світу, а в парному розряді виступає разом з саночником Крісом Моффатом з 2002 року.